# Heresy (Paradox)
Heresy è il secondo album in studio del gruppo musicale thrash metal tedesco Paradox, pubblicato dall'etichetta discografica Roadrunner Records nel 1989.

## Il disco
Si tratta di un concept album incentrato sulla crociata albigese istituita nel tredicesimo secolo allo scopo di debellare il catarismo. Musicalmente il disco prende ispirazione dal thrash metal statunitense, in particolar modo dagli Anthrax, pur provenendo da una band nativa della Germania, nazione in cui in quel periodo fioriva il thrash teutonico, portato alla ribalta da Kreator, Sodom, Destruction e Tankard.
Il CD fu ripubblicato dalla Metal Mind Productions nel 2007, in edizione limitata e con l'aggiunta di due bonus tracks e della traccia video della title track eseguita dal vivo.

## Tracce
Testi di Peter & Nigel Vogt, musiche di Steinhauer, Blaha eccetto dove indicato.
1. Heresy – 6:55
2. Search for Perfection – 4:54
3. Killtime – 4:31
4. Crusaders Revenge – 4:26
5. The Burning – 5:26
6. Massacre of the Cathars – 4:19
7. Serenity – 4:53
8. 700 Years On – 5:14
9. Castle in the Wind – 1:33 (musica: Carlheinz Herbert) – (strumentale)

Tracce bonus inserite nel CD del 2007
1. The Burning (demo) – 5:57
2. Massacre of the Cathars (demo) – 3:48

## Formazione
- Charly Steinhauer – voce, chitarra
- Dieter Roth – chitarra
- Matthias Schmitt – basso
- Axel Blaha – batteria

### Produzione
- Harris Johns – produzione
- Andreas Gröber – assistente all'ingegneria del suono
- Thomas Pätsch – assistente all'ingegneria del suono
- Marcel Ferry – assistente all'ingegneria del suono
- Les Edwards – grafica